# 北布萊尼姆 (紐約州)
北布萊尼姆（英語：North Blenheim）是位於美國紐約州斯科哈里縣的普查規定居民點。

## 人口
根據2020年美國人口普查的數據，北布萊尼姆的面積為1.17平方千米，皆為陸地。當地共有人口54人，而人口密度為每平方千米46.15人。